# Petrúnella Skúladóttir
Petrúnella Skúladóttir (* 1. August 1985) ist eine isländische Basketball-Spielerin und ehemaliges Mitglied der isländischen Frauen-Basketballnationalmannschaft. Während ihrer Karriere gewann sie die isländische Basketballmeisterschaft einmal 2012 mit dem Team Njarðvík und den isländischen Basketball-Pokal dreimal. Sie wurde zweimal bei der Auszeichnung Úrvalsdeild Domestic All-First Team und 2015 bei Icelandic Cup Finals MVP genannt.

## Karriere

### Spielerkarriere
Petrúnella startet 1999 mit dem Team Grindavík in ihre Karriere. Nach wenig Spielzeiten am Start der Saison 2004/05 wechselte sie zum Team Njarðvík im November 2004. Im Januar erlitt sie eine Ellbogenverletzung, durch welche sie die ganze Saison ausfiel.
In 2008 half sie Grindavík zu ihrem ersten isländisch Pokal-Gewinn, indem sie 15 Punkte, 10 Rebounds und 6 Vorlagen für einen 77:67-Sieg gegen Haukar im Pokalfinale erzielte.
Nachdem sie die Saison 2010/11 pausierte, wechselte Petrúnella für die Saison 2011/12 erneut zu Njarðvík. Sie hatte eine herausragende Saison mit Njarðvík und half der Mannschaft, sowohl den nationalen Pokal als auch die isländische Basketballmeisterschaft zu gewinnen. Nach der Saison wurde sie für die Auszeichnung Úrvalsdeild Domestic All-First Team nominiert.
Im September 2012 unterschrieb sie wieder bei der Mannschaft Grindavík. Die Saison 2013/14 verpasste sie, da sie schwanger war. Sie hatte ihr Comeback in der Saison 2014/15, in welcher sie Grindavík zu ihrem zweiten isländischen Pokalgewinn verhalf. Das Team schlug Keflavík im Pokalfinale. Sie wurde bei Icelandic Cup Finals MVP ausgezeichnet, nachdem sie 17 Punkte, 10 Rebounds und 5 Steals beim Sieg erzielen konnte.
Im dritten Spiel der Saison 2015/16 erlitt Petrúnella eine Gehirnerschütterung und verpasste mehrere Spiele. 2017 beendete sie ihre Aktivitäten in der A-Mannschaft.
2019 hatte sie ein kleines Comeback in der B-Mannschaft von Grindavík. 2020 beendete sie ihre Karriere.

### Nationalmannschaftskarriere
Von den Jahren 2004 bis 2015 bestritt Petrúnella 28 Spiele für die isländische Basketballnationalmannschaft. Sie trat dreimal mit Island bei den Spielen der kleinen Staaten von Europa an.

## Leben
Petrúnella's jüngere Schwester ist Basketballspielerin Hrund Skúladóttir. Sie hat ein Kind.